# Ross Brown
Pour les articles homonymes, voir Brown.
 Ross Handley Brown, né le 8 septembre 1934 à New Plymouth (Nouvelle-Zélande) et mort le 20 mai 2014 dans la même ville, est un joueur de rugby à XV qui a joué avec l'équipe de Nouvelle-Zélande. Il évoluait comme demi d'ouverture (1,75 m pour 74 kg). 

## Carrière
Il a disputé son premier test match avec l'équipe de Nouvelle-Zélande le 17 septembre 1955, à l’occasion d’un match contre l'équipe d'Australie. Il disputa son dernier « test match » contre cette même équipe le 26 mai 1962.
Il a joué 207 matchs de haut niveau, dont plus de cent avec la province de Taranaki.

## Palmarès
- Nombre de test matchs avec les Blacks : 16.
- Nombre total de matchs avec les Blacks : 25.
- Test matchs par année : 1 en 1955, 4 en 1956, 2 en 1957, 3 en 1958, 2 en 1959, 3 en 1961, 1 en 1962.